# Platystele johnstonii
Platystele johnstonii är en orkidéart som först beskrevs av Oakes Ames, och fick sitt nu gällande namn av Leslie Andrew Garay. Platystele johnstonii ingår i släktet Platystele och familjen orkidéer. Inga underarter finns listade i Catalogue of Life.